# Santa Terezinha de Itaipu
Santa Terezinha de Itaipu este un oraș în Paraná (PR), Brazilia.